# Meldedwergspanner
De meldedwergspanner (Eupithecia simpliciata) is een nachtvlinder uit de familie van de spanners, de Geometridae. De voorvleugellengte van de vlinder bedraagt tussen de 11 en 13 millimeter. De soort overwintert als pop.

## Waardplanten
De meldedwergspanner heeft melde, ganzenvoet, zeealsem en bijvoet als waardplanten. De rups eet van de zaden en de bloemen.

## Voorkomen
De soort komt voor van Europa tot het noorden van China en vliegt tot hoogtes van 3400 meter boven zeeniveau.
In Nederland en België is de meldedwergspanner zeldzaam. De vliegtijd is van halverwege mei tot in september in één jaarlijkse generatie.